# Amish in the City
Amish in the City é um reality show estadunidense que estreou na UPN em 28 de julho de 2004. A trama gira em torno de cinco adolescentes amish que vivenciam a cultura "moderna" ao morarem em uma casa com seis adolescentes que não fazem parte do grupo tradicionalista.
No final do programa, a maioria dos adolescentes preferem não continuar na tradição. A obra foi inicialmente denunciada por alguns por parecer capitalizar estereótipos populares sobre os amish.

## Elenco
- Ariel (não amish) — de Los Angeles e um vegano.[3]
- Jonas P. Kurtz[3][4] (não retorna aos amish) — trabalhador da construção civil de Jamesport, tinha 18 anos na época. Sua família havia se mudado para Bloomfield, mas Jonas e um irmão mais velho retornaram ao Missouri para trabalhar. Mais tarde, ele apareceu no programa True Life da MTV em um episódio intitulado "I'm Ex-Amish".[3]
- Kevan Moezzi (não amish) — nascido em 1 de agosto de 1981 em Reno de um pai iraniano muçulmano e uma mãe estadunidense presbiteriana.[5] Era um vendedor e instrutor de natação em Las Vegas durante o reality show.[3] Ele começou a nadar competitivamente aos 5 anos de idade, tornando-se um dos mais rápidos da Costa Oeste. Também trabalhou como salva-vidas e preparador físico.[6] Depois da transmissão, começou a trabalhar como comediante e ator em Los Angeles, usando o nome artístico "K-von". Suas aparições mais notáveis na televisão foram em Bill Bellamy's Who's Got Jokes? em 2007, Comics Without Borders da Showtime em 2008 e como membro do elenco de Disaster Date da MTV em 2010.[7] Em 2009, fez uma turnê com o comediante Maz Jobrani.[5] Kevan também abriu a apresentação de Jamie Kennedy. Ele continua a fazer turnês pelo país, fazendo apresentações ao vivo de stand-up.[7]
- Meagan (não amish) — de Chicago, um estilista de moda freelancer na época.[3]
- Miriam Troyer[3][4] (não retorna aos amish) — filha do bispo John D. Troyer de Fredericksburg. Alegadamente vivia em Berlin, Ohio, durante o programa, trabalhando como garçonete e camareira de hotel. Ela mencionou na gravação que seu colega de elenco Randy era um ex-namorado. Mais tarde, se tornou técnica de pronto-socorro.[3]
- Mose J Gingerich (não retorna aos amish) — nascido em 27 de julho de 1979, em Greenwood, tinha 24 anos na época. O único membro do elenco até então batizado no grupo tradicionalista, ele era professor de cultura Amish.[3] Depois que a série foi ao ar, tornou-se dono de uma construtora que posteriormente faliu.[8] Atualmente vende veículos em uma concessionária de automóveis. É casado, com dois filhos e um enteado. Mose co-produziu e apareceu em Amish at the Altar,[9] lançado em 10 de novembro de 2010, e Amish: Out of the Order,[10] exibido em 8 de dezembro de 2010, ambos no National Geographic Channel.[11]
- Nick (não amish) — de Boston, um ajudante de garçom e músico durante a transmissão.[3]
- Randy D. Stoll[3][4] (não retorna aos amish) — trabalhador da construção civil de Montgomery, tinha 24 anos na época. Durante as filmagens, a colega de elenco Miriam mencionou que Randy era um ex-namorado.[3]
- Reese Allbritton (não amish) — originalmente de Hattiesburg, era uma promotora de eventos em Los Angeles naquela época. Assumidamente homossexual, fez aparições em outros programas de televisão e no cinema.[3]
- Ruth Yoder[4] (retorna aos amish) — operária de fábrica em Ashland, tinha 20 anos até então.[3]
- Whitney (não amish) — afro-americana de Los Angeles, estudante universitária na época do reality show.[3]